# Демесмаэкер, Марк
Марк Демесмакер (Халле, 12 сентября, 1958) — фламандский политик, член фламандской региональной партии Новый Фламандский альянс (N-VA).
С 1991 по 2004 г. до начала своей политической деятельности работал учителем голландского, английского языков и истории. Впоследствии Демесмакер построил успешную телевизионную карьеру в качестве репортера для журнала досуга “Vlaanderen Vakantieland” («Досуг Фландрии») на канале VRT, а затем представлял сводку новостей для канала VTM и выступал в качестве ведущего программы садоводства "Groene Vingers" («Зеленые пальцы»). Таким образом, Марк Демесмакер последовательно проводил и поддерживал политику, направленную на обеспечение сохранения местной окружающей среды и биоразнообразия.

### Политическая карьера
Фламандский Парламент
В 2004 году во время фламандских выборов Демесмакер баллотировался как кандидат от партии Новый Фламандский альянс в совместном списке с партией Христианские демократы и фламандцы (CD & V) и был избран 29 284 голосами. В течение этого периода Демесмакер активно отстаивал интересы Брюсселя и прилегающих фламандских регионов. В частности, он взял на себя ведущую роль в полемике вокруг статуса Брюссель-Халле-Вилворде (BHV), где он непосредственно участвовал в создании Фламандского избирательного округа (Halle-Vilvoorde). В течение этого периода, он также был вовлечен в создание группы быстрого реагирования, основанной в главной больнице в городе Халле, что способствовало деятельности голландских экстренных служб в Юго-Западном регионе Брюсселя.

#### Местный советХалле
После местных выборов в 2006 году, вдобавок к своим обязанностям во фламандском парламенте, Демесмаэкер был избран заместителем мэра в своем родном городе Халле. На этой должности и отвечал за фламандскую политику, культуру, туризм, зеленые насаждения и окружающую среду. На местных выборах 2012 года он снова был кандидатом на пост лидера партии Новый Фламандский Альянс. Хотя партия Новый Фламандский Альянс является одной из крупнейших партий в Халле, она была вынуждена сотрудничать с оппозицией.

#### Членство в Европейском парламенте
После отставки Фриды Брепоэлс, которая была избрана на пост мэра в Билзене, Марк Демесмакер присоединился к Европейскому парламенту в качестве депутата от партии «Новый Фламандский Альянс» в феврале 2013 года. Во фламандском парламенте его заменил Пит Де Брюн. С февраля 2013 года по май 2014 года он входил в состав группы Зеленых и Европейского Свободного Альянса (группы, состоящей из экологов и умеренных регионалов и независимых сторон с либеральными взглядами).
Во время европейских выборов 2014 года, Демесмакер был переизбран существенным большинством в 125 000 голосов. Партия Новый Фламандский Альянс получила наибольшую долю голосов по всей Фландрии и благодаря этому смогла отправить 4 депутатов в Европейский парламент, это самое большое количество депутатов когда либо посланных от Фландрии в Европарламент. В июне партия слилась с Европейскими Консерваторами и Реформистами, в составе которой Демесмакер является главой делегации Новый Фламандский Альянс.
В Европейском парламенте Демесмакер является полноправным членом Комитета по иностранным делам и заменяющим членом Комитета по окружающей среде, здравоохранению и безопасности пищевых продуктов, где он занимается непосредственно проблемами биологического разнообразия (докладчик) и циркулярной экономикой (докладчик). Он также входит в подкомиссию по правам человека, где является координатором группы Европейские Консерваторы и Реформисты (ECR).

### Права человека и самоопределение
Следует отметить что Демесмаэкер — это ярый защитник всеобщих прав человека и основных принципов демократического правления и самоопределения. В Европарламенте он стремится дать голос не только Фландрии, но также демократическим регионалам и националистам из Шотландии, Каталонии, Страны Басков и другим местам по всей Европе.
Демесмакер поддерживает стремление к большему самоопределению и признанию исторических языков, самобытности и культурных особенностей групп меньшинств и малых народов. Он давно интересуется событиями происходящими в Ирландии и, с момента своего избрания в Европарламент, тесно сотрудничает с группой дружбы Басков, неформальной группой депутатов Европарламента, которая работает по направлению мирного урегулирования конфликта в Стране Басков на протяжении нескольких лет.

### Украинско-российские отношения
В качестве депутата Европейского парламента Демесмакер уделяет серьезное внимание проблеме поддержки мирного урегулирования украино-российского конфликта. В дополнение к своим обязанностям в Комитете по иностранным делам, Демесмакер является вице-президентом неформальной группы «Друзья Европейской Украины».
Также Демесмакер присутствовал в Киеве во время демонстраций на Майдане и сразу же поддержал протесты украинского общества в связи с отменой президентом Януковичем подписания Соглашения об ассоциации между Украиной и ЕС. С тех пор он активно следит за событиями на Украине и посещает её территорию с целью наблюдения за событиями и сбора достоверных данных.
С начала открытых военных действий между Украиной и поддерживаемых Россией сепаратистами, Демесмакер два раза посетил линию фронта. Эти визиты были широко представлены в международных средства массовой информации. Как и следовало ожидать, его доклады и непоколебимая поддержка украинского народа не были благосклонно восприняты в Кремле. 28 мая 2015 года, Марк Демесмакер был помещен в чёрный список президента Путина в качестве «нежелательных» людей на территории России, таким образом делая невозможными для Демесмакера посещения России при нынешнем режиме. Спустя некоторое время, Указом Президента Украины Петра Порошенко (недоступная ссылка) от 21 августа 2015 года, за личный вклад, который он сделал и продолжает делать для поддержки Украины на её пути к реформам и евроинтеграции, Демесмакер был награждён орденом «За заслуги» III степени. Данный вклад представляет собой непоколебимую позицию Демесмакера касательно российской агрессии Украине, а также центральную роль в процессе укрепления диалога между Украиной и Европейским Союзом.

## Награды
- Орден «За заслуги» III степени (21 августа 2015 года, Украина) — за весомый личный вклад в укрепление международного авторитета Украинского государства, популяризацию её исторического наследия и современных достижений и по случаю 24-й годовщины независимости Украины[5].
- Медаль Признательности[арм.] (2023 год, Армения)[6].